# Пелагијин венац (1. сезона)
Прва сезона серије Пелагијин венац се премијерно емитује од 21. априла 2025. и броји 200 епизода.

## Опис
Ако се није десило у Пелагијином венцу, није се десило уопште.
У Пелагијином венцу су ликови међусобно испреплетани у пословним, родбинским, (не)пријатељским и комшијским односима који креирају њихове животе и унутрашњу динамику улице. То су људи углавном средњег сталежа који себи дају за право да се мешају једни другима у животе, вире кроз прозор и забадају носеве, али када је потребно, у кризним моментима, све баријере падају и они показују људскост, уједињени против заједничких непријатеља – “страних окупатора” - инвеститора и дошљака.
Када последњи Пелагијин потомак несрећно страда, почиње нова ера у Пелагијиној улици, али нико од становника још тачно не зна шта та ера представља.
Док се њихови животи настављају у истом лаганом ритму, у улицу ступају нови ликови и провоцирају ситуације, намећу нова правила и доводе до закључка да ће се одласком последњег Пелагијиног потомка њихови животи ипак бити драстично измењени.

## Епизоде
| Бр. у серији | Бр. у сезони | Назив                           | Редитељ           | Сценариста   | Премијерно емитовање |
| --- | ------------ | ------------------------------- | ----------------- | ------------ | -------------------- |
| 1 | 1            | "Добри дух улице"               | Миливој Пухловски | Ружица Васић | 21. април 2025.      |
| Јутро свиће над Пелагијином улицом. Арсеније, локални сакупљач свега и свачега, одрпан и неуредан, креће се улицом, возећи расклимана колица из супермаркета. Локални чувар улице Градимир са свог прозора будно прати шта се дешава у улици и у своју свеску уписује свачије кретање. Оно што му привлачи пажњу овог јутра је веома необично - појава две непознате мушке прилике које ступају на тло Пелагијине улице: то су Миша, некадашњи становник улице и гастарбајтер и његов син Лука Авантуре у Пелагијином венцу спремне су за почетак уз много смеха, интрига, људских и комшијских односа... |              |                                 |                   |              |                      |
| 2 | 2            | "Последњи потомак"              | Миливој Пухловски | Ружица Васић | 22. април 2025.      |
| Све је у духу припрема за последњи поздрав Арсенију, последњем Пелагијином потомку. Стевица прилаже погребне услуге - превоз и ковчег, Коста и Даринка организују припреме у Имиџу, Весна спрема икебану, а Олга своју песму коју је написала Арсенију. Мимо ових, општих припрема око сахране, њихове се судбине надовезују на претходни дан - Даринка и Коста се мире, али кад крене поворка, Коста ће ићи за ковчегом са својом женом, Мимом. Емилија показује симпатије према поштару Здравку, Сандра и Драшко бију битку са ћерком која бије битку са системом за еко освешћивање. Лидија среће Мишу, евоцира успомене, присећа се како је била лудо заљубљена у њега као дете, Лука у пекари Ћук види једину добру ствар у овој улици - бурек. У пекари Бане посматра ситуацију, а Марко користи прилику да га испита о Арсенијевој смрти. Набаци му сумњу да је у то умешан црни џип. Кад поворка крене, свако ће се придружити са његовим поимањем смрти, живота, жеља и хтења, све док их у томе не прекине црни џип, који се појави и улети у сред поворке. |              |                                 |                   |              |                      |
| 3 | 3            | "Наслеђе"                       | Миливој Пухловски | Ружица Васић | 23. април 2025.      |
| Након што је Каја пуштена из притвора, где је била због свог екстремног еко активизма, њени родитељи, Драшко и Сандра, су забринути за њу. Они се чак ни не слажу у потпуности око тога да ли Кају треба казнити и на који начин, али Драшко инсистира да јој се морају поставити неке границе, те Сандра на крају попушта. У Пелагијиној улици још увек влада немир због Арсенијеве смрти, а ситуацију не смирују ни Градимирове теорије око црног џипа који им се шуња улицом. Миша се упознаје са Наташом и између њих се одмах ствара привлачност. Он се касније код Косте распитује око Арсенијеве куће, пошто је заинтересован за куповину некретнине у Кладенцу. За то време, Бане од своје мајке узима новац који му је обећала, али му то није довољно. Након тога, он пресреће Јану у мрачној улици и почиње да је уцењује како би од ње изнудио још новца. |              |                                 |                   |              |                      |
| 4 | 4            | "Судар светова"                 | Миливој Пухловски | Ружица Васић | 25. април 2025.      |
| Градимир још увек нема мира и константно мотри Улицу. Он примећује Наташу и Мишу како се мувају, па затим одлазе у непознатом правцу. Заправо њих двоје одлазе у Наташин стан где воде љубав. За то време, Градимир своје фрустрације испољава према Џеју кога окривљује за све што му не ваља. |              |                                 |                   |              |                      |
| 5 | 5            | "Преварена очекивања"           | Миливој Пухловски | Ружица Васић | 28. април 2025.      |
| Марко је још увек потресен због Арсенијеве смрти и не зна како да се носи с тим. Он покушава изокола да испита о томе Владана, али ипак у последњем тренутку одустаје. Његова сумња се додатно увећава када Бане моли Симу да му финансијски помогне око куповине Арсенијеве куће. У Кладенац стиже и Вуки, Невенин бивши дечко, са својом супругом Дуњом, што Невену сасвим изненади... |              |                                 |                   |              |                      |
| 6 | 6            | "Суочавања"                     | Миливој Пухловски | Ружица Васић | 29. април 2025.      |
| Марко је у агонији , јер га прогони мисао о томе да је требало да пријави како је Арсенија ударио црни џип. Његова сумња се додатно увећава када Бане моли Симу да му финансијски помогне око куповине Арсенијеве куће. У канцеларијама ТВ Изора Суботић почиње прво вербално, а затим и сексуално, да малтретира Наташу. На њену срећу, то зауставља Сандрин случајан улазак у канцеларију Ива, Виктор и Лука се зближавају кроз разговор о проблемима у породици. Коста се нервира, јер Даринке још нема и не јавља му се. Марко коначно преломи, одлучи ипак да се нађе са Владаном и исприча му све што зна. Владан не реагује превише заинтересовано како се Марко надао и саветује га да гледа своја посла. Дуња покушава да се уклопи у нову средину и стекне нове пријатеље у Кладенцу, те моли Невену да јој помогне тако што ће јој бити модел за фоткање гардеробе коју ће продавати у свом онлајн бутику. Када Вуки сазна да Дуња и Невена раде нешто заједно, у паници ће дојурити до њих уверен да ће између њих настати сукоб... |              |                                 |                   |              |                      |
| 7 | 7            | "Нови почетак"                  | Миливој Пухловски | Ружица Васић | 30. април 2025.      |
| Олга дели своју забринутост са Емилијом да је Арсеније погинуо тако што се заљубио у њену књигу поезије. Она криви себе за његову смрт, а успут дели са Емилијом и своје незадовољство Градимировим понашањем и њиховим браком. Осим ње, и Весна се осећа запостављено у браку у браку и одлучује да побаца све старе ствари из куће како би призвала нове и лепше. Она је жељна нежности и пажње од Арпеса, али колико год се трудила, он јој не пружа. Коста је веома напет, јер му се Даринка не јавља, а и Љубинка крије од њега где је отишла и наговештава да је Даринка можда нашла дечка. Ирена је константно притиснута што од Ђурђе која јој се меша у васпитање детета, што од Банета који долази пијан кући и никада није сигурно у каквом ће расположењу бити. Олга одлучује да напусти Градимира, пакује се и то му саопштава. У почетку, Градимир је не доживљава озбиљно, али када види да је заиста остао сам у стану, није му свеједно... |              |                                 |                   |              |                      |
| 8 | 8            | "Битан је став"                 | Миливој Пухловски | Ружица Васић | 1. мај 2025.         |
| Мима користи Даринкино одсуство да заведе свог мужа и буде интимна са њим. Драшко и Сандра су добили позив из школе јер је Каја поново правила протесте залажући се за заштиту животиња. Драшко се брине због Кајиног понашања, али га Сандра ипак убеди да је не треба строго казнити. Наташа изнова доживљава вербално малтретирање од директора Суботића, али овај пут томе присуствује и Сандра која касније одлази и насамо се супротставља Суботићу. Међутим, он јој тада открива да је Наташа у претходној фирми ухваћена у узимању мита, те да су ово његове методе које сви морају да поштују. Након што Џеј баци опаску о мувању Емилије и Здравка, Емилија га прекорава, а он почиње да се осећа депресивно и одбачено. Због тога Вуки покушава да га утеши и охрабри, мада и он има проблеме са Дуњом која се осећа као да је крије, јер не жели да качи заједничке фотографије на Инстаграм. Након што је спавала са Костом, Мима мисли да је победила Даринку, те обавештава запослене у Имиџу да се Даринка не враћа на посао. Међутим, ову радост јој врло брзо квари Даринкин повратак. |              |                                 |                   |              |                      |
| 9 | 9            | "Леђа о леђа"                   | Миливој Пухловски | Ружица Васић | 2. мај 2025.         |
| Раши је Лола из освете уништила фризуру и Ива је забринута за свог оца што је то допустио. Она са Луком смишља освету. Мима кришом брише поруку коју је Даринка послала Кости о њеном повратку. Међутим, Коста и Даринка не падају у Мимину замку и брзо схватају да се између њих десио неспоразум, тако да одлазе у Даринкин стан да прославе њен повратак. Суботић оптужује и напада Наташу за грешку у фактури, али се Сандра умеша и укаже да грешке нема, те и овај пут спасава колегиницу која све више почиње да јој се диви. За то време, Вуки сређује Џеју да ради молерај са њим како би га извукао из летаргије у коју је упао и зарадио који динар. Дуња одлази да попије кафу са Невеном, за коју мисли да јој је нова најбоља другарица, али јој Невена говори да је некада била са Вукијем. Дуња успева да сакрије изненађење, лаже јој да је то већ знала. Након тога, бесно одлази кући и напада Вукија што јој то није рекао раније и осећа се издано и глупо... |              |                                 |                   |              |                      |
| 10 | 10           | "Буђење"                        | Миливој Пухловски | Ружица Васић | 5. мај 2025.         |
| Мима је ван себе, јер Коста није спавао код куће, па одлази у Имиџ да извиди ситуацију. Тамо затиче Косту и Даринку како излазе из њеног стана кикоћући се. Даринка се наслађује, док се Мима и Коста сукобљавају. Мима му на крају прети да ће се од сад понашати исто као и он и да ће за преваре сви у Кладенцу знати. Наташа се поверава Сандри да је Суботић сексуално уцењује и узнемирава, на шта Сандра тражи доказе како би га држале у шаци. За то време, Миша показује Луки њихову будућу кућу, односно Арсенијеву кућу, међутим ту их пресреће Бане инсистирајући да је на задатку и да мора да претресе кућу, јер полиција основано сумња да се унутра налази нешто сумњиво. Ипак Миша тражи налог за претрес и не дозвољава приступ кући без тога. Владан се суочава са Банетом и открива му да полиција зна за његове криминалне радње... |              |                                 |                   |              |                      |
| 11 | 11           | "Мало ли за срећу треба"        | Миливој Пухловски | Ружица Васић | 6. мај 2025.         |
| Ирена пакује и припрема Рељу за излет који им је обећао Бане. Раша наставља удварање Лоли тако што јој оставља руже испред салона, али овај пут њу дочекује и погрдни графит на излогу. Градимир јој саопштава да је видео како деликвенти вандализују излог, али да су носили капуљаче тако да не може да их препозна. Ипак, он је одлучан у жељи да истражи овај случај. |              |                                 |                   |              |                      |
| 12 | 12           | "Слободан пад"                  | Миливој Пухловски | Ружица Васић | 7. мај 2025.         |
| Милунка и Олга виде да је неко уништио цвеће које је Олга засадила. Она одмах схвата да је то урадио Градимир и објављује му рат. Џеј и Весна се договарају да он може да се усели у њену кућу, али да пробни период за обоје буде месец дана како би видели и да то функционише. Она се поверава Ђурђи да је одустала од вантелесне оплодње, осећа да су се због тога удаљили Апенац и она. |              |                                 |                   |              |                      |
| 13 | 13           | "Бане"                          | Миливој Пухловски | Ружица Васић | 8. мај 2025.         |
| Након што се Бане поново напије због Владановог притиска, он постаје агресиван према Ирени и покушава да је присили на секс. Ирена се отима, њих двоје се гурају, па на крају Бане пада на под ударајући главом на сто и почиње да крвари... |              |                                 |                   |              |                      |
| 14 | 14           | "Одлазак"                       | Миливој Пухловски | Ружица Васић | 9. мај 2025.         |
| У Кладенцу влада збуњеност јер нико не зна кад је Банетова сахрана. Ђурђа жели да сама сахрани Банета, никоме из улице неће да каже кад је сахрана. Ни Ирена ништа не зна. Здравко позива Емилију да иду заједно на сахрану, али она га одбија јер је забринута за Џеја и његове емоције. Џеј се ипак исељава из стана и сели се код Весне. Мима окреће нови лист и поставља границе Кости. Он више неће имати право да једе у њеној кухињи и јела која она кува, то од сада може да ради у својој другој кући. Дуњина сестра Ленка се опустила у Вукијевом стану, тако да су њене ствари свуда. Банетова смрт је потресла и Лолу која први пут на Рашино удварање реагује нежније. Раша проналази спреј у Ивином ранцу и схвата да је она вандализовала Лолин излог. |              |                                 |                   |              |                      |
| 15 | 15           | "Потрага"                       | Миливој Пухловски | Ружица Васић | 12. мај 2025.        |
| Мештани Кладенца смишљају приче о томе шта је задесило Банета и да ли га је Ирена заправо убила јер знају да је малтретирао. Још увек се не зна да ли ће Ђурђа допустити да људи дођу а сахрану, а Спасенију то мучи и јер су у њеним годинама још једино сахране повод за дружење. Ленка се уселила код сестре и моли је да ту остане неколико дана јер не жели да се врати код оца који је малтретира. Дуња је шокирана јер је Вукијев стан премали. Емилија, забринута што јој се Џеј не јавља, одлази код Каје да се распита где је. Каја је умирује, говори да је Џеј добро, али као добар пријатељ не саопштава јој локацију. Емилију то заиста умири. |              |                                 |                   |              |                      |
| 16 | 16           | "Изгубљено-нађено"              | Миливој Пухловски | Ружица Васић | 13. мај 2025.        |
| Ива и Виктор бесни и разочарани у родитеље смишљају план са Луком да побегну. Они се сакривају у Арсенијеву кућу и гасе телефоне. Након неког времена родитељи примећују да их нема и креће потрага за њима. Сви родитељи су у паници свесни да је и њихово понашање можда допринело овој ситуацији. Ситуацију подгрева и Градимириво уверење да са нестанком деце, као и са свим невољама које су се десиле у улици, има везе црни џип. За то време, деца су се већ уморила од авантуре, гладна су, а на крају Лука случајно упадне у рупу у поду. Међу њима настаје паника због страха да је Арсенијева кућа уклета... |              |                                 |                   |              |                      |
| 17 | 17           | "Ветар промене"                 | Миливој Пухловски | Ружица Васић | 14. мај 2025.        |
| Ленка помаже Џеју око чишћења Арсенијеве куће. Њих двоје се зближавају радећи заједно а када се ту појави и Каја, осетиће се као вишак у друштву и брзо ће отићи. У једном тренутку, Ленка се умори од посла и хоће да одустане, али је Џеј случајно обори, она повреди ногу, па га у афекту извређа на националној основи. Због тога, они не успевају да очисте кућу на време, па се Миша изнервира, јер му се жури како би се што пре са Луком вратио у Париз. Виктор затиче Миму пијану, затим она и повраћа. Виктор се уплаши за маму, па одлази по Косту који у Имиџу има романтични тренутак са Даринком. Он их прекида и моли тату да дође и помогне Мими. Миша и Лука се пакују да крену у Париз, али тада Лука уцењује оца тако што му говори да ће се он преселити код маме ако оду из Кладенца. |              |                                 |                   |              |                      |
| 18 | 18           | "Све што боли"                  | Миливој Пухловски | Ружица Васић | 15. мај 2025.        |
| Лукина уцена је упалила тако да су Миша и он остали у Кладенцу. Међутим, сада је Миша одлучио да ће бити строжи према сину, тако да мора на време да устаје, да ради кућне послове и на крају га шаље са Кајом на радну акцију. Градимир је од јутра болестан и немоћан и по први пут потребна му је Олгина нега. Она за то није заинтересована и све сматра још једном Градимировом игром. Ленка и Дуња се поново зближавају због Ленкине повреде, али она инсистира да и у том стању помогне Џеју како би му се искупила за вређање. Мима се опоравља од синоћњег пијанства, срамота ју је од породице и суграђана који већ трачаре о томе. Она одлучује да направи ручак за породицу, позива и Косту. Миша све више показује заинтересованост према Лидији, која је већ бацила око на њега. Наташа му је досадила и све више се од ње дистанцира, Весна одлучно баца све играчке које јој је Мима дала јер је коначно одустала од рађања, међутим пред контејнером се сретне са Виктором који се потресе кад види да његове играчке из детињства завршавају тако... |              |                                 |                   |              |                      |
| 19 | 19           | "Старо за ново"                 | Миливој Пухловски | Ружица Васић | 16. мај 2025.        |
| 20 | 20           | "Закон привлачења"              | Миливој Пухловски | Ружица Васић | 19. мај 2025.        |
| Дуња и Вики све више имају проблеме у односу, јер им Ленка смета својим присуством. Осим са Вукијем, она има проблем и са онлајн бутиком, јер не познаје пуно жена у Кладенцу. Ленка јој предлаже да направе флајере за попуст који ће поделити суграђанкама. Невена је љубоморна, јер је њен пријатељ Лео љубазан према Дуњи. Олга почиње помало кришом да брине за Градимирово здравствено стање. Мима је отпутовала у бању, а Коста и Виктор су дисфункционални без ње. Косту нема ко да пробуди, а Виктор добија много већи џепарац него иначе. Наташа прати Мишу и када год јој се пружи прилика она му прилази, међутим он је одбија суочава је са тим да тренутно нема времена за љубавне везе. Након тога, у редакцији ТВ Извор Наташа изненада има огромну потребу за киселим краставцима, али чим крене да их једе ,њој почиње мучнина и одлази да повраћа... |              |                                 |                   |              |                      |
| 21 | 21           | "Срећа прати храбре"            | Миливој Пухловски | Ружица Васић | 20. мај 2025.        |
| 22 | 22           | "Мала незгода"                  | Миливој Пухловски | Ружица Васић | 21. мај 2025.        |
| 23 | 23           | "Изненађење"                    | Миливој Пухловски | Ружица Васић | 22. мај 2025.        |
| Дуња је бесна на Ленку јер је довела Марка у стан и направила хаос са гардеробом из бутика. Ђурђа се закључала у радњу са Рељом и не жели да га преда Ирени. Стевица покушава да је убеди да се смири и пусти Ирену код Реље. Пошто не успева , он је приморан да развали врата. Дуња више не може да поднесе Ленкино бахато понашање у њеном и Вукојевом стану, па јој даје ултиматум да нађе посао или да се исели. Спасенија прави породични ручак на ком се појављује и Наташа, као Сандрин гост. Ту је и Миша коме Наташино присуство ствара нелагоду, нарочито када усред ручка отрчи у тоалет због мучнине. Лидији је рођендан и током читавог дана њени родитељи, Олга и Градимир, се такмиче око тога ко је бољи родитељ и ко ће јој уделити више пажње. Милика сазнаје да Лидија очекује смотаног удварача на рођендану. Почиње да глуми срчани удар, па је Здравко спречен да изађе са Емилијом. Увече, у Имиџ на Лидијину прославу рођендана долази и Наташа, намерно седа одмах поред Мише и наручује видно безалкохолно пиће. Љубоморна је док се Лидија и Миша мувају. Лидија носи кошуљу коју је Емилија купила код Дуње у бутику и поклонила јој за рођендан, а коју је Ленка успела да поцепа раније. Олга касни на рођендан и поред торте доноси вест да је нестала корњача Лењин. Током страственог плеса са Мишом, Лидији се кошуља начисто поцепа... |              |                                 |                   |              |                      |
| 24 | 24           | "Сви за једног, један за све"   | Миливој Пухловски | Ружица Васић | 23. мај 2025.        |
| Виктор ради све да би избегао школу, па чак и пристаје да га Коста обуче у одело са краватом и одведе га на свој посао. Градимир и Олга се зближавају током потраге за несталим Лењином, али не задуго јер чим Градимир види да је Олга ставила на плакате за потрагу само свој број, настаје нови конфликт. Истовремено са Лењиновим нестанком, разбијен је и излог пекаре Ћук, што Градимира подстиче на размишљање да то није случајност. Почиње своју нову истрагу. Наташа признаје Сандри да јој касни циклус и да се боји да то саопшти Миши јер је избегава. Џеј нуди Ленки посао код Емилије, јер зна да јој је Дуња дала ултиматум. Градимир наилази на Иву, Луку и Виктора са лоптом и уверен је да су умешани у ломљење излога пекаре. Након што им одузме лопту. деца смишљају план освете тако да га зову као отмичари Лењина, који траже откуп. Препадну се када сазнају да је Градимир обавестио о уцени инспектора Владана. |              |                                 |                   |              |                      |
| 25 | 25           | "Двоструки идентитет"           | Миливој Пухловски | Ружица Васић | 26. мај 2025.        |
| Ива, Лука и Виктор хоће да подметну лажног Лењина инспектору Владану који их чека у Имиџу. Тамо истовремено долази и Мима која се управо враћа са пута, где је донела одлуку да промени живот из корена. Измеђ осталог, она је одлучила да више неће спавати у истом кревету са Костом, јер јој је доста представе коју прави ван куће. Стевица покушава да успостави нормалан однос између Ђурђе и Ирене, али Ђурђа то не прихвата и наставља да кињи снају, нарочито након сазнања да ће одвести Рељу у Београд. Здравко има потреби да се искупи Емилији зато што се није појавио синоћ на Лидијиној журци као њен пратилац, те је позива на вечеру. Док се спрема за излазак са Емилијом, он налази правог Лењина код своје маме у соби. Испоставља се да је да је Милунка украла Лењина да би покварила прославу рођендана на коју њен син није отишао. Он се ту не зауставља, већ се појављује у Имиџу где су Емилија и Здравко на вечери. Увече, током породичне вечере, Сандра покушава да убеди Мишу да позове Наташу, али пошто то он одбија, она му саопштава да Наташа сумња да је трудна. |              |                                 |                   |              |                      |
| 26 | 26           | "Све, само не љубав"            | Миливој Пухловски | Ружица Васић | 27. мај 2025.        |
| Мима је окренула нови лист, одлучна је да преузме бизнис од Косте и постави Имиџ на своје место. Раша води Иву на разговор код психолога што наравно њу много нервира. Након што је одвезе, он се налази са Лолом са којом је скоро започео тајну везу. Њих двоје имају секс, након чега Раша започиње разговор о њиховој вези, али Лола није спремна на то и у своју одбрану користи ситуацију из прошлости када ју је Раша оставио. Дуња је забринута што Ленка није спавала код куће и не јавља се на телефон. Ленка је све време код Марка и кад се врати кући не схвата због чега се дигла толика фрка. Градимир је од јутра забринут за Лењина, јер од кад се вратио кући, нема апетит. Миша је позвао Наташу да се нађу, а она то тумачи као да жели да буду заједно. Међутим, кад се нађу, Наташа схвата да ју је он позвао само да би је одвео на преглед код Драшка. Она се разбесни и демонстративно одлази са састанка. |              |                                 |                   |              |                      |
| 27 | 27           | "Реконекције"                   | Миливој Пухловски | Ружица Васић | 28. мај 2025.        |
| Наташа је очајна због Мишиног понашања. Сандра је наговара да уради тест, али Наташа је уверена у своју трудноћу. Међутим, до краја дана она добије циклус и након тога пада у депресију. Мима заводи ред у Имиџу, донела је нове униформе, јеловнике и идеје. Она даје и Даринки упуства за даљи рад и даје јој већа овлашћења. Њих двоје имају цивилизовани, миран, пословни разговор. Градимир и Олга су и даље веома забринути за Лењиново здравље и воде га заједно на преглед код Драшка. Лидија помаже Миши да уговори пословни састанак са Мимом око радова на кући које Коста одуговлачи, те јој се Миша одужује позивом на вечеру. За то време, Ирена се спрема да крене за Београд, пакује се, а Лола је охрабрује и објашњава да никада више неће бити сама јер има њу. |              |                                 |                   |              |                      |
| 28 | 28           | "Стара школа, нова технологија" | Миливој Пухловски | Ружица Васић | 29. мај 2025.        |
| Ирена обавештава Стевицу и Ђурђу да је донела одлук да са Рељом остане у Кладенцу. Њих двоје се веома обрадују овој вести, осим што Ђурђи смета кад Ирена саопшти да ће радити у Лолином салону. Каја прави план да уведе рециклажу у њихову улицу и у томе јој помаже Џеј. Спасенија је тужна, јер није у току са дешавањима у граду, па убеђује Луку да јој помогне око отварања фејсбук профила. Она га цео дан малтретира да је фотографише у разним позама и ситуацијама, јер никако није задовољна сликом којом ће се представити свету. Истовремено, Сандра планира да направи прилог о превенцији рака, а Суботић је обавештава да ће му требати њена помоћ, јер има жељу да направи неке велике промене у ТВ Извор. |              |                                 |                   |              |                      |
| 29 | 29           | "Рециклажа"                     | Миливој Пухловски | Ружица Васић | 30. мај 2025.        |
| Ирена почиње да ради у салону, али јој је тешко да се избори са захтевним муштеријама, иако јој је Лола велика подршка и ослонац. Вуки и Дуња све више имају несугласице, јер је Дуња несигурна поводом свог посла који никако да јој крене од кад је дошла у Кладенац. Каја и Џеј покушавају да поставе канте за рециклажу у улици, али где год да ставе сви их терају одатле. На крају им Емилија дозволи да ставе испред њене радње, али тада долази Ленка која намерно баца погрешно ђубре у канте и то баш током Кајиног лајв преноса. Каја се изнервира и гурне је. Њих две се гуркају и замало дође до туче. Весна примећује да се Виктор преизува за школу, али је он умири када јој објасни да је то сада фора. Уз помоћ Миминог ауторитета успешно се привело крају реновирање Мишине куће, па Коста, Мима и Миша то прослављају у Имиџу. Даринка примећује већу блискост између Косте и Миме и због тога бесни на запослене. |              |                                 |                   |              |                      |
| 30 | 30           | "Боље згрешити него тешити"     | Миливој Пухловски | Ружица Васић | 2. јун 2025.         |
| Драшко је згрожен идејом да Миша прави журку поводом усељења у Арсенијеву кућу, јер сматра да је та кућа уклета. Олга је љута на Симу, јер је у борби за старатељство Лењина између ње и Градимира био неутралан. Сима схвата да су Олга и Градимир ипак ствворени једно за друго, па код Градимира почиње да агитује да се помири с Олгом. У Имиџу су радници све незадовољнији новитетима које је Мима увела, само је Даринка задовољна променама. Виктор поново избегава школу, па кад Весна примети да се понаша чудно, он јој се поверава да га у школи деца малтретирају. Миша се диви Мимином ауторитету и способности, њих двоје се све више упознају и проводе време заједно. |              |                                 |                   |              |                      |
| 31 | 31           | "Усељење"                       | Миливој Пухловски | Ружица Васић | 3. јун 2025.         |
| Каја доживљава интернет насиље након што је клип ње и Ленке постао виралан. Већина коментара је подршка Ленки и прозивање Каје. Она је очајна због тога и уцењује Џеја да бира са којом од њих две ће се дружити. Џеј моли Ленку да спусти лопту према Каји, али њу не занима та прича. Весна, такође истражујући Викторову ситуацију, открива страницу на Инстаграму где га прозивају. Миша организује журку усељења где позива читаву улицу, осим Наташе. Драшко се противи одласку у ту кућу, јер је сматра уклетом. Сандра Наташи препричава ситуацију из прошлости где је Драшкова и Мишина породица погинула у тој кући у пожару. Наташа добија идеју да враџбином врати Мишу, па одлази испред куће током журке, али тамо се сусреће са Драшком који месечари... |              |                                 |                   |              |                      |
| 32 | 32           | "Пат"                           | Миливој Пухловски | Ружица Васић | 5. јун 2025.         |
| Лидија и Миша проводе пријатно јутро, али Миша све време прича о својој фасцинацији Мимом. Градимир је усамљен, па проводи време са Симом који је све уверенији да је одлука да се повуче из односа са Олгом била исправна. Спасенија је све више навучена на фејсбук и њени укућани то препознају, али не знају да она заправо има удварача преко нета и да се са њим све време дописује. Лола је Ирени огромна подршка у овим тешким данима и храбри је чак и када нешто погреши у салону. Она са Даринком прича да би било добро да се Иренина барака реновира. Даринка тада уцењује Косту да им помогне у овој замисли. Весна је успела да убеди Виктора да оде у школу и суочи се са својим мучитељима, али се он након тога из школе враћа без патика. |              |                                 |                   |              |                      |
| 33 | 33           | "МС за..."                      | Миливој Пухловски | Ружица Васић | 6. јун 2025.         |
| Џеј покушава да помири Ленку и Кају, али када их суочи, њих две побесне и обе га напусте. Миша проводи пријатно време са Лидијом, упознају се. Даринка организује хуманитарну акцију у Имиџу за Ирену, долазе сви, осим Миме, која одбија да њихова фирма помогне финансијски. То Даринка користи да пред суграђанима она делује као боља особа. Када Мима сазна да Даринка прикупља поене, она одлази у Имиџ и пред свима саопштава да ће фирма већински учествовати. Сви се одушевљавају, подржавају је, једино Даринка полуди, јер је испало као да је лагала. Виктор лаже своје родитеље да је изгубио патике у школи, али они тренутно имају друге проблеме којима се баве, тако да не обраћају пажњу на његове позиве у помоћ. Косту фасцинира нова, одлучна Мима, све време је загледан у њу и диви јој се, што ће довести до њихове интимности. |              |                                 |                   |              |                      |
| 34 | 34           | "Заокрет"                       | Миливој Пухловски | Ружица Васић | 9. јун 2025.         |
| Након што су провели вече заједно, Мима није заинтересована за пажњу коју јој пружа Коста. Тренутно њој је само посао на памети, тако да је од јутра на телефону, између осталог контактира и Јану да им помогне око нацрта за Иренину кућу. Марко схвата да су Ленка и он два различита света, па одлучује да ће раскинути с њом, али га она предухитри и она раскине с њим прва. Каја проваљује да је Спасенијин удварач са фејсбука лажан профил, она је упозорава на то, али Спасенија није спремна да се суочи са реалношћу. Раша упозорава Миму да Виктор поново изостаје из школе, што њу веома изненади и наљути. Мима сазнаје да јој је син код Весне и њих две се сукобљавају. Ђурђа примети гужву око Ирениног стана... |              |                                 |                   |              |                      |
| 35 | 35           | "Акције"                        | Миливој Пухловски | Ружица Васић | 10. јун 2025.        |
| Ђурђа доживи нервни слом када схвати да се реновира Банетова барака. Она одмах бесно одлази код Ирене у салон како би јој одржала лекцију о поштовању њеног мртвог сина. Ирена не зна о чему је реч, али онда јој Лола и Даринка објашњавају да су хтеле да је изненаде тако што ће њој и Рељи реновирати простор у коме живе. Ирена се у почетку увреди, али после схвати да је то њихов начин да јој покажу своју љубав, па им опрости. Стевица почиње са Љубинком да се клади у кладионици, али им не иде најбоље. Коста и Мима решавају родитељске муке са Виктором и по први пут су сложни. Њих Ирена види на улици загрљене и то преноси Даринки која полуди када то чује. Лидија се увреди када сазна да Миша планира повратак у Францску и то само њој није рекао. Каја и Џеј присуствују ситуацији у којој ђубретари односе њене контејнере за рециклажу. Она покушава да их заустави, али није довољно брза. Очајна је, а на муку јој додатно стаје Ленка која почиње да јој се подсмева. Њих две се побију, а тучу прекида Емилија која им даје задатак да заједно сутра прикупе потписе за петицију за враћање контејнера. |              |                                 |                   |              |                      |
| 36 | 36           | "Петиција"                      | Миливој Пухловски | Ружица Васић | 11. јун 2025.        |
| Весна долази код Миме како би јој рекла за све Викторове проблеме у школи и зашто толико времена проводи са њим. Мима је шокирана и помало тужна због чега се није њој обратио за помоћ. Она покуша да прича са њим, али не успева да му се приближи, па се затим саветује са Мишом на који начин да му помогне. Каја одбија Ленкину помоћ око петиције, па Ленка креће сама да скупља потписе по Кладенцу. Међутим, ни њој ни Каји не полази за руком, те када се на крају сретну на улици њих две одлучују да закопају ратне секире. Драшко саопштава Даринки на гинеколошком прегледу да има важну вест за њу. |              |                                 |                   |              |                      |
| 37 | 37           | "Усне на усне"                  | Миливој Пухловски | Ружица Васић | 12. јун 2025.        |
| Даринка на прегледу код Драшка сазнаје да је трудна. Веома је збуњена и уплашена, није сигурна да ли треба да задржи, да ли треба да каже Кости. Лидија је прислушкивала Даринкин преглед, па одлучује да Мими пренесе ови информацију. На Лидијино изненађење, Мима реагује потпуно хладно на ову вест, објашњавајући да је она завршила са Костом и да је не занима његов живот. Мима је фокусирана на Виктора и Кости говори о његовом проблему са насилницима у школи. Коста на то реагује бурно и ситуацију решава тако што зове директора школе и уцењује га да одмах смири ситуацију. Миша и Лука се спремају за повратак у Француску и цео град је тиме погођен. Ива и Виктор праве изненађење за Луку тако што украду виски како би мало попили у име растанка и поклањају му корњачу. Миму растанак подстакне да пољуби Мишу у уста, што он радо прихвата. Истовремено, на другом крају улице, суграђани праве изненађење за Ирену завршетком реновирања њене бараке. |              |                                 |                   |              |                      |
| 38 | 38           | "Благословено стање"            | Миливој Пухловски | Ружица Васић | 13. јун 2025.        |
| Мислећи да Коста зна за Даринкину трудноћу, Мима га напада због чега јој није рекао и како је то могао да уради њиховој породици. Након тога, Коста одлази код Даринке од које добија потврду ове вести. Он изражава сумњу у то да ли је дете уопште његово, што Даринку увреди и она га избацује из стана. Изненада у Кладенац долази Јана која се зачуди када затекне Мимине ствари у својој соби. Мима јој објашњава да ће се можда Коста и она развести. Јана по први пут у животу стаје на Мимину страну и бесна одлази да се обрачуна са Даринком. Пошто је не затиче у Имиџу, почиње да ломи инвентар поручујући присутнима да пренесу Даринки поруку да то дете не сме да се роди. Након што се Даринка врати и прими Јанину поруку, она поручује да Буквићи неће утицати на њен живот. |              |                                 |                   |              |                      |
| 39 | 39           | "Рашчишћавање"                  | Миливој Пухловски | Ружица Васић | 16. јун 2025.        |
| Од јутра сви у улици причају о ситуацији између Косте, Миме и Даринке. Препричава се Јанино дивљаштво, превара, јавно понижење, избацивање из породичног дома... Неки су на страни Миме, неки на страни Даринке, неки се не би мешали, неки осуђују све. Милунка одлучује да пружи Даринки личну подршку јер зна како је бити самохрана мајка, одбачена због својих избора, тако да одлази код ње и прича јој колико је то тешка улога. Даринку ова прича мало поколеба и уплаши. За то време, Мима, Виктор и Јана покушавају да буду складна породица, мада се Мима и Јана свако мало покаче, али их Виктор моли да се не свађају. Истовремено, Коста је код Апенца и Весне који се труде да га орасположе, али и постављају питање о његовој будућности о којој он не зна ништа. Љубинка је револтирана доласком још једне особе у њихову кућу. Ирена примећује да је црни џип прати где год се појави, уплашено испитује Лолу да ли је и она то приметила.... |              |                                 |                   |              |                      |
| 40 | 40           | "Крв није вода"                 | Миливој Пухловски | Ружица Васић | 17. јун 2025.        |
| Даринка је донела одлуку да абортира, јер сумња у себе да може да буде добра самохрана мајка. Са Лолом одлази код Драшка у ординацију, где је Драшко моли да сачека и размисли још мало. Лидија одмах преноси ову вест Мими и Јани. Мима је равнодушна према овој вести, али Јана се обрадује, јер сматра да ће њихова породица поново бити на окупу. Коста је депресиван, избегава посао и излазак из куће, па Апенац покушава да га орасположи. Ђурђа је бесна, јер мисли да јој Ирена одузима унука, покушава преко Стевице да реши ову ситуацију, али пошто не наилази на подршку од њега, она креће сама да се обрачуна са Иреном. Коста пије у Имиџу, неодлучан да ли да оде код Даринке? |              |                                 |                   |              |                      |
| 41 | 41           | "Maло већа гужва"               | Миливој Пухловски | Ружица Васић | 18. јун 2025.        |
| Ирена затиче у свом стану Црног, преплаши се, покушава да сакрије Рељу. Црни јој објашњава да је Бане имао дугове код њега и да ти дугови на неки начин морају да се врате. Даринка и Коста се помире и одлуче да задрже дете. За то време, Јана и даље мисли да ће Даринка абортирати, те тера Миму да се бори за њихову породицу и то тако што ће све опростити Кости. Спасенија је забринута јер јој се удварач са фејсбука не јавља данима. |              |                                 |                   |              |                      |
| 42 | 42           | "Ветар у леђа"                  | Миливој Пухловски | Ружица Васић | 19. јун 2025.        |
| Пошто не добија разумевање своје мајке, Јана одлази сама да убеди Косту се помири са Мимом да би сачували породицу. Њих двоје се налазе код Симе у пекари где јој Коста саопштава да Даринка неће абортирати. Након тога Јана у сузама излеће из пекаре. |              |                                 |                   |              |                      |
| 43 | 43           | "Коме је стало"                 | Миливој Пухловски | Ружица Васић | 20. јун 2025.        |
| Ирена је уплашена за своју и Рељину безбедност, деконцентрисана је на послу што Лола примећује. Марко обавештава Владана да мисли да црни џип прати Ирену, али када Владан дође до Ирене како би се распитао да ли је све у реду, она слаже да је све у најбоље реду... |              |                                 |                   |              |                      |
| 44 | 44           | "Кад кап прелије чашу"          | Миливој Пухловски | Ружица Васић | 23. јун 2025.        |
| Стевица улази у окршај са Црним који прогања Ирену, Марко му се придружи, али тада долази Владан и прекида тучу. Након што Сима покрије Стевицу, тако што сакрије пајсер, полиција хапси само Црног. Цела улица је на ногама, коментарише се, трачари, измишља... Леов прилог о црном џипу је постао прави хит, али он мисли да ће га Суботић казнити зато што му је радио иза леђа. Када се појави са великим закашњењем у редакцији, изненади се зато што чује само позитивне реакције. Владан саопштава Стевици и Ђурђи о Банетовим пословима, а Ђурђа на то реагује искључиво , псује га на крају и избацује из куће. Градимир је потпуно очајан зато што једини није присуствовао овом догађају и све му други препричавају. |              |                                 |                   |              |                      |
| 45 | 45           | "Дугови из прошлости"           | Миливој Пухловски | Ружица Васић | 24. јун 2025.        |
| Градимир криви Лењина што се успавао и пропустио тучу Црног, Стевице и Марка, па моли Олгу да неколико дана преузме бригу о њему. Јана се спрема за повратак у Београд, али јој је тешко да оде од куће управо због тога што први пут осећа блискост са породицом. |              |                                 |                   |              |                      |
| 46 | 46           | "Напред-назад"                  | Миливој Пухловски | Ружица Васић | 25. јун 2025.        |
| Коста мучи муку са Даринком која није уверена у његову жељу да заједно буду родитељи. Он схвата да је Даринка тренутно осетљива, па одлучује да је изненади, постаје веома нежан и саосећајан према њој. |              |                                 |                   |              |                      |
| 47 | 47           | "Одело не чини човека"          | Миливој Пухловски | Ружица Васић | 26. јун 2025.        |
| Спасенија је уплашена и депресивна због уцене коју је доживела... |              |                                 |                   |              |                      |
| 48 | 48           | "Отрежњење"                     | Миливој Пухловски | Ружица Васић | 27. јун 2025.        |
| Сандра је забринута за своју маму, па Каја остаје да је чува. Каја сумња да Спасенијино стање има везе са њеним удварачем са фејсбука, али Спасенија ништа не признаје. Ленка убеди Дуњу да спонзорише своју страницу на Инстаграму како би дошла до више купаца, али случајно уместо 5 уплати 50 долара са Дуњине картице. Она се успаничи, одлази до Џеја да га моли за новац, али ни он нема, па одлази код Емилије која јој излази у сусрет и позајмљује новац. Весна и Апенац су од јутра у затегнутим односима због његовог пијанства претходне ноћи. Невена и Лео дају себи задатак да им помогну да се поново љубавно остваре. Милунка сазнаје за везу Здравка и Емилије, па одлази код ње како би изразила незадовољство избором свог сина... |              |                                 |                   |              |                      |
| 49 | 49           | "Затворићу све кафане"          | Миливој Пухловски | Ружица Васић | 30. јун 2025.        |
| Aпенац и Весна крију да користе апликацију за дејтовање, склањају се једно од другог и све више се удаљавају. Ђурђа и Стевица одлазе у редовну посету Банетовог гроба, али након тога Ђурђа Весни саопштава да је видела нешто чудно - неко је оставио хризантеме на Арсенијевом гробу. Драшко је од јутра утучен, а његови укућани су посебно брижљиви према њему, јер схватају да је његово емотивно стање везано за трагедију породице која се десила на данашњи дан. Спасенија је мамурна од ракије коју је пила синоћ и још увек у агонији око уцене. Каја се труди да јој помогне, али Спасенија забрањује да се зове полиција. Ипак, Каја замоли Џеја да хакују профил преваранта, али пошто он то не зна, они затим одлазе до Ленке која самоуверено само пријављује профил и мисли да је тиме решила проблем... |              |                                 |                   |              |                      |
| 50 | 50           | "Мала помоћ пријатеља"          | Миливој Пухловски | Ружица Васић | 1. јул 2025.         |
| Спасенија, иако нерадо, пристаје да од Владана затражи помоћ око уцењивача. Постаје јавна тајна да неко оставља цвеће на Арсенијев гроб. Коста је запоставио Виктора, па покушава да унормали однос, али Виктор то одбија. Ива живи у уверењу да Раши нико не може да се свиди, уједно схвата колико јој недостаје Лука. Раша је одржао тренинг у Ко некад у 8, он и Лола почињу заједничко џогирање, емоције расту на обе стране... |              |                                 |                   |              |                      |
| 51 | 51           | "У здравом телу, здрав трач"    | Миливој Пухловски | Ружица Васић | 2. јул 2025.         |
| Емилија и Здравко су провели ноћ у Градимировој кући. Милунка упада, тражи Здравка, али га Емилија крије у својој соби. Кад Милунка одглуми срчани удар, Здравко се појављује и одлази послушно за мајком. Градимир подржава Емилијин избор, па се око тога поново мало зближи са Олгом. Лидија је толико очајна због свега што јој се не догађа у животу да организује виђење са бившим дечком, али и то се заврши катастрофално. Виктор тврдоглаво одбија да прича са Костом. Спасенија је параноична због Гаврила иако је ствар преузела полиција, она не може да се смири. Лола има упалу ммишића након трчања, Раша долази у салон и интересује га како је она. |              |                                 |                   |              |                      |
| 52 | 52           | "Невиност са заштитом"          | Миливој Пухловски | Ружица Васић | 3. јул 2025.         |
| Спасенија уз помоћ полиције успева да разреши случај уцењивача. Емилија је љута на Здравка, наизглед раскида са њим. Олга је у свађи са Милунком због Емилије и Здравка, не разговарају међусобно. Градимир брани сестру и жену од Милункиних оптужби, а уједно се интересује за случај цвећа на Арсенијевом гробу на који Милунка специфично реагује. Мима постаје забринута за однос између Виктора и Косте, желела би да се Виктор зближи са оцем. Уједно, дописује се и виђа преко видео позива са Мишом, али крије то од Лидије која је привремено код ње, утучена због љубавних јада. Између Лоле и Раше емоције незадрживо расту, али је Лола и даље опрезна... |              |                                 |                   |              |                      |
| 53 | 53           | "Раскринкани"                   | Миливој Пухловски | Ружица Васић | 4. јул 2025.         |
| Сандра одлучује да јој прва саговорница у емисији буде Олга, иако Суботић жели да гошће буду младе и атрактивне. Наташа се слаже са Сандром да жена стена мора да буде искусна, па заједно одлуче да Суботићу иза леђа ураде пилот емисије са Олгом. Наташа је изабрала Леа да глуми у реклами за златару. Емилија је и даље очајна због Здравка. Дуња и Вуки су у љубави. Лидија сазнаје за Мимину и Мишину аферу и очајна је због тога, али не открива то Мими. Чаршија спекулише ко је оставио цвеће на Арсенијевом гробу и шта би могао да буде узрок његове смрти. Добра вест је да Виктора више не малтретирају у школи, сам се са тим изборио кад његови родитељи нису успели. Ива се разочара кад сазна да Лука има девојку. Весна и Апенац су и даље ван реалности и удубљени у дописивање на апликацији за упознавање. |              |                                 |                   |              |                      |
| 54 | 54           | "Ко оставља цвеће"              | Миливој Пухловски | Ружица Васић | 7. јул 2025.         |
| Лола се предомишља, па пристаје на тренинг с Рашом, али угане чланак. Сандра наговара Олгу да јој буде гошћа у емисији. Олга је неодлучна али на крају пристаје. Ива и даље пати због Лукине девојке, пријатељски убеди Виктора да прихвати поклон од оца. Даринка је организовала вечеру и куповину поклона за Виктора не би ли он и Коста поправили однос, али Виктор напушта вечеру. Мима износи Миши своју бригу око Виктора, он је храбри. Охрабрена, Мима тражи од Косте да се виде, али Даринка се нервира због тога. Лео жели да што пре постигне видљиве резултате, Раша му даје захтеван тренинг. Драшко се снужди, јер га Сандра не зарезује. |              |                                 |                   |              |                      |
| 55 | 55           | "Поклону се у зубе не гледа"    | Миливој Пухловски | Ружица Васић | 8. јул 2025.         |
| Мима се суочава са Костом кога оптужује за немаран однос према Виктору. У Костиној и Даринкиној вези је све више трзавица због Костине прве породице. За то време, Раша чини све не би ли се зближио са Лолом, која је и даље резервисана према њему. Олга је у свађи са Милунком због Даде и Здравка, који се разболео због раскида са Дадом. Дуња је срећна јер напокон зарађује више новца и може да планира. Лидија се суочава с Мимом, признаје јој да зна за њу и Мишу, те се њих две озбиљно посвађају. Миша се поверава Драшку да му се Мима допада. Ива је незадовољна, замера Раши што трчи за Лолом. |              |                                 |                   |              |                      |
| 56 | 56           | "Очи у очи"                     | Миливој Пухловски | Ружица Васић | 9. јул 2025.         |
| Здравко скупља храброст и проси Емилију која се предомишља. Олга се темељно припрема за своју емисију, али је савлада трема и она бежи са снимања. На крају се ипак враћа и са новооткривеном одлучношћу успешно наступа. Наташа неочекивано одлази са снимања и прати Драшка до реновиране Арсенијеве куће, где му се набацује. Ива је све заљубљенија у Луку и зато је мучи страшна љубомора што он има девојку. Раша покушава да је разуме. |              |                                 |                   |              |                      |
| 57 | 57           | "Цватање"                       | Миливој Пухловски | Ружица Васић | 10. јул 2025.        |
| Емилија и Здравко објављују своју веридбу, на шта Милунка полуди - претвара се да има срчани удар. Олга је забринута за Милунку, иако зна да се ова претвара. Она и Градимир закључују да ће Емилија и Здравко највероватније живети код Градимира. Сандра замера Наташи што је изненада напустила снимање. Сандра од Суботића још увек крије ко је тајна прва гошћа у новој емисији. Планира да му открије кад све буде готово. Драшко се осећа празно, фали му нешто у животу. Раша је помало забринут, консултује се са Невеном око Иве. Истовремено, Даринка безуспешно покушава да помири Косту и Јану... |              |                                 |                   |              |                      |
| 58 | 58           | "Право у мету"                  | Миливој Пухловски | Ружица Васић | 11. јул 2025.        |
| Милунка не верује да је Здравко са Емилијом у бањи, плаши се да је ипак отет. Након Даринкиног покушаја да помири Јану са оцем, Коста је љута на Даринку. Она одглуми болове да би се Коста забринуо. Љубинка и Стевица су убеђени да су добили на кладионици, али се испостави да је дојава била лажна. Љубинка је очајна и бесна на Стевицу јер јој се то десило баш за рођендан. Весна и Апенац се дописују међусобно, а да не знају, док заједнички спремају рођендан за Љубинку. Каја не зна шта ће са дипломским, мучи је шта би даље кад је школа у питању. Пошто је случајно сазнао за Емилијину веридбу, Џеј је потиштен, јер мисли да је искључен из њеног живота. Ленки се свиђа Раша, а Каји стално говори да треба да се смува са Џејем. |              |                                 |                   |              |                      |
| 59 | 59           | "Дар"                           | Миливој Пухловски | Ружица Васић | 14. јул 2025.        |
| Градимир добија плаву коверту на којој се не види од кога и за кога је. Мисли да је позив из војске, па се спрема за свечано отварање коверте. Ленка одлази на пар дана из Кладенца и нема ко да ради у Емили па Каја и Џеј спасавају ствар и успут се зближавају. Весна признаје Леу да је заљубљена у неког са Зреле стреле. Лео јој предлаже отворен брак. Он је очајан, утапа тугу у алкохолу, заједно са Рашом и уздржаним Леом. Лео се излети да је Весни предложио неверство, па Апенац побесни. |              |                                 |                   |              |                      |
| 60 | 60           | "Поглед у очи"                  | Миливој Пухловски | Ружица Васић | 15. јул 2025.        |
| Ива је забринута за Рашу којем није добро од синоћњег пијанства. Виктор би да проведе време са Ивом код своје куће, али је Мима, неочекивано, ту. Олга и Спасенија желе да се опусте и одраде неке третмане, али их Милунка опструира, очајна због Здравка, који јој се и даље не јавља. Градимир, у униформи, парадира улицом док иде да објави рат Олги. Прекида пензионерски спа дан у Ко некад у 8, бесан због папира за развод које му је послао Олгин адвокат. И док је Лола бесна на Рашу због испада који је пијан направио, Ирена покушава да их споји. Сандра је затрпана послом, монтира пилот своје нове емисије, а њен и Драшков однос трпи због тога. Пошто нема вести од онлајн удварача, Весна је забринута за будућност своје интернет везе и љута на Апенца који је врло сморен и мамуран. Мима се мири са Лидијом. |              |                                 |                   |              |                      |
| 61 | 61           | "Mир"                           | Миливој Пухловски | Ружица Васић | 16. јул 2025.        |
| Ленка која се вратила са путовања покушава да сакрије шта се заправо десило, док Кају све више притиска питање који факултет да упише. Наташа и Драшко почињу озбиљније да се мувају, а Лидија је незадовољна због развода својих родитеља, јер је опет постављају између две ватре, као и кад је била мала. Спасенија покушава да направи породични ручак и окупи укућане, али јој то не полази за руком. Сандра је затрпана послом, покушава да задовољи Суботића да би своју емисију могла да уређује како она жели. |              |                                 |                   |              |                      |
| 62 | 62           | "Склопка"                       | Миливој Пухловски | Ружица Васић | 17. јул 2025.        |
| Миша се враћа у Кладенац на три дана, он и Мима заврше у кревету. Рат између супружника се наставља, Олга и Градимир иду на рочиште. Спасенија се поверава Миши да се брине за Сандру која се превише предаје послу, брине за њен брак. Наташа на све начине покушава да се зближи са Драшком, док Суботић притиска Сандру око емисије. Лидија и даље показује интересовање за Мишу, љубоморна је на Миму. |              |                                 |                   |              |                      |
| 63 | 63           | "Неочекивана посета"            | Миливој Пухловски | Ружица Васић | 18. јул 2025.        |
| До улице стиже лажна вест о Рашиној смрти, а као резултат Лола признаје да га воли. Дуња и Вуки се опет свађају, док Мима покушава да сакрије аферу са Мишом. Јана се враћа у Кладенац. Џеј помаже Ленки да исправи грешку на послу, а Каја је љубоморна. Олга и Градимир су у фази развода, рочиште је одложено, а Весна наставља дописивање са непознатим удварачем. |              |                                 |                   |              |                      |
| 64 | 64           | "У осталим вестима"             | Миливој Пухловски | Ружица Васић | 21. јул 2025.        |
| Миша и Мима настављају да се тајно виђају, а Јана, бесна због Мимине афере, одлучује да направи хаос. Здравко и Емилија почињу да живе код Градимира у кући, на његово велико незадовољство. Лола и Раша су опет срећни заједно, а Весна и Апенац настављају да се дописују преко мреже Зрела стрела, још увек не схватајући да се дописују међусобно. |              |                                 |                   |              |                      |
| 65 | 65           | "Искреност пре свега"           | Миливој Пухловски | Ружица Васић | 22. јул 2025.        |
| Драшко спава са Наташом, након још једног Сандриног остајања на послу. Мима мисли да не треба да настави са Мишом, пре свега због Виктора, она и Миша одлажу разговор о томе за сутра. Лидија је љута на Миму, осећа се изневерено, док је Ива срећна због сазнања да је Лука раскинуо са девојком. Иако то не жели да призна Даринки, на Косту утиче сазнање о Мими и Миши. Раша и Лола су у великој љубави, али и даље то крију од Иве. |              |                                 |                   |              |                      |
| 66 | 66           | "Путевима љубави"               | Миливој Пухловски | Ружица Васић | 23. јул 2025.        |
| 67 | 67           | "Бекство из раја"               | Миливој Пухловски | Ружица Васић | 24. јул 2025.        |
| Дуња и Вуки настављају да се свађају око стана, па Миша долази на идеју да им изда Арсенијеву кућу. Милунка наставља да се меша у Здравкову и Емилијину везу, а Мима одлучује да остави Мишу. Сандра је и даље заокупљена послом, док је њен и Драшков брак све климавији, посебно од када се умешала и Наташа. Кајине невоље са избором факултета се настављају, нема снаге да саопшти породици да је одустала од медицине. |              |                                 |                   |              |                      |
| 68 | 68           | "Неостварене љубави"            | Миливој Пухловски | Ружица Васић | 25. јул 2025.        |
| Након што га је Мима оставила, Мишино срце је сломљено. За то време, Дуња машта о животу у новој кући, али зна да мора да убеди Вукија и да то неће бити лако. Раша одлучује да организује вечеру да би спријатељио Иву и Лолу, али му то не полази за руком. Сажаливши се, Емилија понуди Здравку да се преселе код Милунке док се њено здравље не побољша, а Апенац одлучује да на састанак позове девојку са друштвене мреже Зрела стрела. |              |                                 |                   |              |                      |
| 69 | 69           | "А сад адио"                    | Миливој Пухловски | Ружица Васић | 28. јул 2025.        |
| Иако се Вуки противи, Дуња договара селидбу у Арсенијеву кућу, а стан изнад дућана Емили се празни. Миша разочаран одлази из Кладенца, док Коста и против воље не може да се ослободи утиска о њему и Мими. Џеј пусти глас да је био са неком девојком, због чега Каја постаје љубоморна, ни не слути да је Ленка умешала прсте. Апенац дефинитивно има договор са женом са друштвене мреже Зрела стрела, не слути да је то Весна, а Мими је свега превише, у сузама је... |              |                                 |                   |              |                      |
| 70 | 70           | "Састанак на слепо"             | Миливој Пухловски | Ружица Васић | 29. јул 2025.        |
| 71 | 71           | "Двострука игра"                | Миливој Пухловски | Ружица Васић | 30. јул 2025.        |
| Весна и Апенац су у нешто бољим односима, а Вуки, Дуња и Ленка се усељавају у Арсенијеву кућу. Лео је презадовољан како пролази његова реклама, припреме са Рашом су уродиле плодом. Џеј наставља да слуша Ленкине савете у вези са освајањем Каје, која не слутећи о чему се ради, пуца од љубоморе. Милунка ликује јер јој се Здравко вратио, а Емилија је све слуша по кући. Олгу нервира Милунка. Драшко је под стресом због жене, а и због Наташе. Вуки се повери Џеју да је остао без посла, фрустриран је, а то утиче и на његов и Дуњин однос. |              |                                 |                   |              |                      |
| 72 | 72           | "Хајде, води ме одавде"         | Миливој Пухловски | Ружица Васић | 31. јул 2025.        |
| 73 | 73           | "Празан стан"                   | Миливој Пухловски | Ружица Васић | 1. август 2025.      |
| Марко и Сима сређују стан да се издаје, а Невена хоће да се одсели од Леа, који негодује због тога. Лидија предлаже Олги да се одсели од ње. |              |                                 |                   |              |                      |
| 74 | 74           | "Шум љубави"                    | Миливој Пухловски | Ружица Васић | 4. август 2025.      |
| Олги није мило, али пристаје да би учинила ћерки. Сима јој даје да живи ту за џабе. Коста проси Даринку која пристаје. Дуња се труди око Вукоја, али он избегава блискост. Емилија износи предлог Здравку да се преселе у Симин стан. Џеј покушава да изјави Каји љубав, али ствари не иду како је очекивао. |              |                                 |                   |              |                      |
| 75 | 75           | "Иде маца око тебе"             | Миливој Пухловски | Ружица Васић | 5. август 2025.      |
| Милунки је кардиолог рекао да је у реду, има само шум на срцу. Емилија доказује Здравку да треба да се иселе од Милунке, јер је лажирала болест. Олга одустаје од стана изнад дућана, због Емилије и Здравка. Коста има проблема са банком, а Мима сазнаје да су се Коста и Даринка верили. Дуња је љута на Ленку, јер је злоупотребила њено поверење, а Џеј и Каја се наљуте због Ленкиног уплитања у њихов однос. Након жестоке свађе, Весни и Апенцу је опет Зрела стрела на памети. Драшко је бесан, јер га Сандра потпуно искључује из заједничког живота. |              |                                 |                   |              |                      |
| 76 | 76           | "Лимунада"                      | Миливој Пухловски | Ружица Васић | 6. август 2025.      |
| Сандра одлази у спа центар са Кајом и Спасенијом. Наташа искористи ситуацију да се додатно зближи са Драшком. Каја и Џеј су и даље бесни на Ленку. Дуња је ужасно несрећна због Вукијеве импотенције и његово одсуство жеље за сексом је тера на разне ствари, па му подваљује средство за потенцију и подмеће божур. Марко се зближава са Иреном, одлучи да јој помогне и причува болесног Рељу. Здравко и Емилија уживају у новом стану, Милунка је несрећна, а Љубинка саветује Невену да више не живи са Леом. |              |                                 |                   |              |                      |
| 77 | 77           | "Не плаши се човече"            | Миливој Пухловски | Ружица Васић | 7. август 2025.      |
| Суботић отказује Сандрину емисију и форсира је да оде на одмор. Спасенија слути да Драшко вара Сандру. Ива напокон престаје да мисли да је Невена лоша, заволи и њу и Лолу уз Невенину помоћ. Дуња очајнички покушава да схвати Вукијеву смањену жељу за интимношћу. Каја је на ивици да опрости Ленки. Ирена оставља Рељу Марку на чување. Ђурђа свима покушава да ували венчанице, али ником не требају. Даринкина трудноћа креће по злу... |              |                                 |                   |              |                      |
| 78 | 78           | "Пољубац"                       | Миливој Пухловски | Ружица Васић | 8. август 2025.      |
| 79 | 79           | "Вече за памћење"               | Миливој Пухловски | Ружица Васић | 11. август 2025.     |
| Емилија и Здравко имају непријатан разговор о томе колико се коме жури у брак. Олга и Милунка се свађају треба ли Емилија и Здравко да се венчају или не. Весна је узбуђена због састанка. Лео је украо диск и постао херој дана, а Сандра је у небраном грожђу испред Суботића са којим треба да се суочи након што јој је скинуо емисију. Дуња и Вуки имају велику свађу, јер Дуња сматра да се Вуки променио, и да је више не воли. Вуки одлаже тренутак да јој саопшти истину везану за посао. Коста покушава да среди зачкољице са порезом. Кају боли стомак на психосоматској бази, па позива Ленку и Џеја да се коначно разјасне. |              |                                 |                   |              |                      |
| 80 | 80           | "40 дана"                       | Миливој Пухловски | Ружица Васић | 12. август 2025.     |
| Каја и Џеј након пољубца. Здравко саопшти Емилији да је заказао њихово венчање у општини за сутра, она се изнервира. На крају одлуче да откажу код матичара, али да задрже венчаницу. Јана и Мима нападају Косту због блокиране картице. Коста се вешто извлачи. Апенац и Весна се нађу на састанку у Имиџу, након шока и неверице схвате да су једно за друго. Вуки признаје Дуњи да је изгубио посао. Косту хапсе, Даринки позли, а Јана прави сцену. Лео најави Сандри ексклузиву мислећи на Јанин испад. Драшко након прегледа упућује Даринку у болницу. |              |                                 |                   |              |                      |
| 81 | 81           | "Ин Мемориам"                   | Миливој Пухловски | Ружица Васић | 13. август 2025.     |
| 82 | 82           | ""                              | Миливој Пухловски | Ружица Васић | 14. август 2025.     |
| Јана је бесна због сит уације у којој се Буквићи налазе, тражи кривца. За то време Даринка проводи време код Весне и Апенца. Милунки Арсенијева смрт све теже пада. Лео одлучује да прикаже свој прилог, без обзира на последице, а Сандра притиска Драшка све више. Каја и Џеј настављају романсу, али Каја не би да дефинише однос. Вуки је на путу да пронађе посао. Севају варнице између Ирене и Марка. |              |                                 |                   |              |                      |
| 83 | 83           | "Кризни штаб"                   | Миливој Пухловски | Ружица Васић | 15. август 2025.     |
| 84 | 84           | "Кобни прилог"                  | Миливој Пухловски | Ружица Васић | 18. август 2025.     |
| Суботић суспендује Леа због прилога. Марко пристаје да предводи тим Арсеније, сукоби се са Симом због тога. Мима одбија Мишину помоћ коју јој нуди у врло тешком тренутку за њу и њену породицу. Због прилога, Лео више није пожељан у Имиџу, зато се прикључује супарничком изборном тиму. Следи припремна кампања. Даринка је скрхана, не излази из стана, а Дуња покушава да пронађе алтернативни посао Вукију како не би отишао у Нови Сад. |              |                                 |                   |              |                      |
| 85 | 85           | "Улица мира"                    | Миливој Пухловски | Ружица Васић | 19. август 2025.     |
| Наташа добија задужење да сними репортажу о изборима. Драшко је прилично игнорише. Мима пред пословним изазовима, није јој лако да води Имиџ поред Апенца који је већину времена одсутан, а потребан јој је и новац за адвоката. Даринка замера Мими што је отпустила Љубинку. Градимир и Олга су добили судску одлуку о разводу, али одлажу разговор о томе након избора. Градимир интензивира свој рад на изборној контроли. Каја се љути на Џеја што неозбиљно схвата изборе. Житељи улице се све више деле опредељујући се за један од два изборна тима. |              |                                 |                   |              |                      |
| 86 | 86           | ""                              | Миливој Пухловски | Ружица Васић | 20. август 2025.     |
| Наташа је тек половично успешна у новом упослењу, али успева да шармира Кају, с једне стране, док од Леа добија лош третман с друге стране. Истовремено, Каја својим ентузијазмом успева да се избори за вођство у тиму, али Сандрино неразумевање је све више удаљава од мајке. Раша позива Лолу да Иви открију о својој вези, али Ива има важнија посла - храбри Виктора да без бојазни пође у школу. Љубинка је пуна планова како да са Стевицом заради паре. Мима и Даринка су поправиле однос и Даринка коначно излази из стана. Апенац није од велике помоћи у Имиџу. |              |                                 |                   |              |                      |
| 87 | 87           | ""                              | Миливој Пухловски | Ружица Васић | 21. август 2025.     |
| 88 | 88           | ""                              | Миливој Пухловски | Ружица Васић | 22. август 2025.     |